# Neotrygon
Genre
Neotrygon est un genre de raies de la famille Dasyatidae originaire du bassin Indo-Pacifique. Les espèces de ce genre étaient auparavant classées au sein du genre Dasyatis. De récentes études morphologiques et moléculaires ont prouvé que ces espèces forment un groupe distinct nécessitant l'utilisation du genre Neotrygon. Le masque qui cerne les yeux des différentes espèces leur donne leur nom vulgaire anglais Maskrays.

## Liste d'espèces
Selon FishBase (8 mars 2015) :
- Neotrygon annotata (Last, 1987)
- Neotrygon kuhlii (Müller & Henle, 1841)
- Neotrygon leylandi (Last, 1987)
- Neotrygon ningalooensis Last, White & Puckridge, 2010
- Neotrygon picta Last & White, 2008